# Lavacolhos
Lavacolhos es una freguesia portuguesa del concelho de Fundão, con 19,38 km² de superficie y  habitantes (2001). Su densidad de población es de 12,5 hab/km².